# Maria Stuarda (Mercadante)
Maria Stuarda, regina di Scozia és una òpera en dos actes composta per Saverio Mercadante sobre un llibret italià de Gaetano Rossi. S'estrenà al Teatro Comunale di Bologna el 29 de maig de 1821,	
 amb poca fortuna.

## Origen i context
La majoria d’òperes inspirades en la vida de Maria Stuard, reina d'Escòcia, solen centrar-se en els seus últims dies: la condemna, la confessió i l'execució. La tragèdia de Friedrich von Schiller no n'és una excepció. En canvi, l'òpera de Saverio Mercadante es trasllada a un període anterior, en què Maria intenta preservar la seva autoritat i independència enfront de les maniobres dels nobles i cacics escocesos.
Un dels desafiaments del llibret és la gran quantitat de personatges, que poden ser difícils de seguir. Però el focus de Mercadante recau en la música, especialment en la creació d’aire rossinià per a la prima donna, Elizabeth Ferron. Les seves melodies brillen amb l’estil del belcanto, explorant al màxim les capacitats vocals de la protagonista.

## Enregistraments
- Antonello Allemandi, Philharmonia Orchestra, Judith Howarth (Maria Stuarda), Jennifer Larmore (Olfredo), Colin Lee (Ormondo), Manuela Custer (Carlo), Pauls Putninš (Ferrondo). 2007, Opera rara.